# Dinastia M
Dinastia M (no idioma original, House of M) é uma minissérie de banda desenhada lançada em 2005 pela Marvel Comics, envolvendo os Novos Vingadores e os X-Men. Os acontecimentos se passam logo após os eventos de Planeta X e Vingadores: A Queda, onde Wanda Maximoff, a Feiticeira Escarlate, perde o controle de seus poderes.

## História
Enquanto os X-Men e os Vingadores decidem o futuro da agora insana Feiticeira Escarlate, ex-vingadora e heroína mutante, Pietro se encontra com o pai, Magneto, em Genosha para tentar salvar a vida de sua irmã gêmea. O pai diz que não pode fazer nada. Ele sai inconsolável. Minutos depois, os heróis chegam para poder encontrar Wanda, visto que não há outra solução. O Homem-Aranha é o primeiro a pressentir que algo vai acontecer. Quando Charles Xavier desaparece de suas vistas, os X-Men e os Vingadores vão atrás de quem havia feito aquilo. Chegando perto de uma igreja em ruínas, eles vêem um clarão que envolve a todos. Peter Parker acorda confuso, com seu filho chorando e sua mulher, Gwen Stacy, o manda cuidar do menino.
A partir daí, todos tem vidas diferentes. Peter é casado com Gwen e tem um filho, além disso, o tio Ben está vivo. A Miss Marvel é uma grande heroína que persegue vilões como Gambit. Seu namorado, Magnum, se encontra em uma entrevista com Cristal em seu programa de TV. Scott é casado com Emma Frost. Tony Stark é um humano poderoso com várias indústrias, onde trabalham Hank McCoy e Henry Pym. Sam Wilson é um detetive que tenta descobrir os segredos do revoltoso Luke Cage e sua gangue de humanos. E, por sua vez, Wolverine faz parte de um grupo da SHIELD, companheiro de Jessica Drew, Groxo, Mística, Vampira e Noturno. O problema é que Wolverine se lembra de toda a sua vida, até mesmo de Wanda e sua insanidade.
Fugindo da SHIELD, Wolverine se joga do porta-aviões aéreo e foge à procura de qualquer herói para dizer o que estava havendo. Ele pega a revista The Pulse e vê que o mundo agora é uma utopia mutante. Quando sua equipe aparece para levá-lo de volta, ele foge e é salvo por Manto, que o leva para a resistência humana liderada por Luke Cage. Lá ele vê heróis como a Gata Negra, Punho de Ferro e o Cavaleiro da Lua. Também encontra o suposto falecido Gavião Arqueiro, pessoa a quem não esperava encontrar. Ele contou toda a história, mas quase que não acreditavam, nem mesmo Clint Barton. Foi aí que Luke apresentou Layla Miller. Ele contou que ela apareceu com o mesmo relato e que falou sobre a esposa e a filha dele, o convencendo a acreditar na história. Então foram atrás de Emma Frost, a Rainha Branca, para poder salvar o mundo. Layla usou seus poderes e Emma Frost se lembrou de tudo.
A partir daí, Layla usou seus poderes em Scott. Peter Parker foi o próximo e não aguentou o impacto da revelação, pois sentiu novamente a perda de Gwen, do filho e do Tio Ben. Decidiu que iria matar Wanda e seu pai, custasse o que custasse. Outros que foram rememoriados foram Miss Marvel, Tony Stark, Kitty Pride (que havia se tornado professora), Matt Murdock e Jenny Walters, advogados; e o Dr. Estranho, psiquiatra. Não rememoriaram o Steve Rogers, que estava velho ao não ter sido  congelado nessa realidade. Os membros da equipe de Wolverine também foram rememoriados ao tentarem atacar os heróis.
Foi aí que os heróis partiram para o contra-ataque. Atacaram na hora da festa onde estavam presentes vários convidados, entre eles o Pantera Negra, Tempestade, Genis-Vell, Dr. Destino e Namor. Na luta, Wanda desapareceu mas o Dr. Estranho foi atrás dela. Foi aí que ele percebeu, em imagens feitas por Wanda, que ela havia sido enganada por Pietro. Nesse momento, o Gavião Arqueiro entrou e a acertou. Perguntou o porquê de sua morte e ela disse "Eu o ressuscitei, não é?". Willian o desmaterializou e ele sumiu. Enquanto isso, Magneto se lembrou de tudo e foi atrás de Pietro. Matou o filho que foi ressuscitado por Wanda. Ela disse muitas coisas, e por fim, falou "Chega de mutantes." Um clarão veio de novo e, quando, voltou ao normal, a maioria dos mutantes haviam perdido os seus poderes.

## Dizimação
Os eventos que se seguem com os X-Men e os mutantes que sobraram e os que perderam seus poderes estão ligados à Dizimação. A série mostra como os mutantes sobreviventes estão vendo o Dia-M e o que aconteceu com os que perderam seus poderes.

## Revistas e Tie-ins
Revistas ligadas à série:
- House of M Sketchbook
- House of M#1-8
- Spider-Man: House of M #1-5
- Fantastic Four: House of M #1-3
- Incredible Hulk #83-86
- Iron Man: House of M #1-3
- Mutopia X #1-4 (of 5)
- Uncanny X-Men #462-465
- Wolverine #33-35
- New X-Men: Academy X #16-19
- Exiles #69-71
- Excalibur #13-14
- Secrets of the House of M
- The Pulse: House of M Special Edition
- Black Panther #7
- Captain America #10
- New Thunderbolts #11
- The Pulse #10
- Cable & Deadpool #17
- Avengers: House of M #1-5

## Locais
- Genosha - Lar do Lord Magneto e é de onde ele comanda o Mundo.
- Inglaterra - Onde se localiza a Mansão Braddock, lar do Rei Brian Braddock e de sua corte.
- Austrália - Dominada pelo tirano mutante Exodus.
- Latvéria - País governado pelo humano Victor Von Doom.
- Japão - Governada pelo mutante Solaris.
- Chicago - Onde está localizada a sede das Indústrias Stark, do Tony Stark.
- Cidade Sapiens - Local de trabalho dos policiais Ismael Ortega e Lucas Bishop.

## Personagens

### Dinastia de Magnus
- Magneto - Rei de Genosha, uma nação mutante e totalitária, serve como um exemplo da supremacia mutante
- Mercúrio - Príncipe de Genosha, ele convenceu Wanda à criar uma realidade onde todos são felizes e nada é imperfeito. Um dos poucos que ainda tem as memórias da Terra-616.
- Feiticeira Escarlate - Princesa de Genosha, Wanda criou a realidade da Dinastia M a pedido de seu irmão Pietro para não ser sacrificada pelos Vingadores. Apesar de ser mutante, ela é publicamente vista como humana. Tem suas memórias da Terra-616.
- Polaris - Filha mais velha de Magneto, também tem poderes de manipular metal.

### Os Vingadores
- Capitão América - Na Dinastia M, Steve Rogers nunca ficou congelado portanto ele e os Invasores venceram a Segunda Guerra Mundial. Durante a Guerra Fria, Steve foi um símbolo americano contra a União Soviética, e além disso ele foi o primeiro homem à pisar na lua. Nos tempos atuais, Steve tem 90 anos de idade e mora num pequeno apartamento no Brooklyn.
- Homem de Ferro - Howard Stark nunca morreu, e Tony, além de ser o chefe das indústrias Stark, Tony também é um competidor numa Deathmatch de armaduras (uma espécie de luta livre com armaduras de combate), onde seu maior rival é Johnny Storm. Ele contribuiu com Sebastian Shaw para o programa Sentinela, (que caçam humanos ao invés de mutantes). É considerado o humano mais bem sucedido do mundo e tem um caso com Mary Jane Watson.
- Hulk - Bruce Banner, ao acordar o Hulk pela primeira vez, se exilou na com uma tribo Aborígene na Austrália em busca da sua paz interior e para poder controlar o Hulk.
- Homem-Aranha - Sua identidade é pública, é casado com Gwen Stacy, com quem tem um filho, e é o diretor do Clarim Diário. Todos acham que ele é um mutante.
- Capitã Marvel - É a maior super-heroína dos Estados Unidos, e sua identidade é pública.
- Luke Cage - Líder de uma resistência humana em Hell's Kitchen, que combatem a opressão dos mutantes.
- Punho de Ferro - Membro da resistência de Luke.
- Cavaleiro da Lua - Membro da resistência de Luke.
- Gavião Arqueiro - Membro da resistência de Luke, é ressuscitado na Terra-616 depois do fim da Dinastia M.
- Jaqueta Amarela - Hank Pym é o cientista-chefe das Indústrias Stark em Detroit, mas sofre com preconceito por ser o único humano na equipe, principalmente de Hank McCoy.
- Vespa - É uma estilista famosa pelo mundo todo por sua marca.
- Mulher-Aranha - Jessica Drew faz parte de uma força-tarefa de mutantes liderada pelo Wolverine, apesar de não ser exatamente uma mutante.
- Sentinela - Robert Reynolds nunca ganhou seus poderes e vive visitando o psicólogo Stephen Strange, com quem fala sobre a morte do seu filho e sua ilusão de ter poderes.

### X-Men
- Ciclope - É casado com Emma Frost e vive uma vida normal no Conneticut.
- Emma Frost - É casada com Scott Summers e cuida do pequeno Franklin Richards.
- Wolverine - Líder de campo de uma força-tarefa de mutantes na Shield. É o único que tem memórias da Terra-616.
- Mística - Faz parte da força-tarefa de mutantes e tem um relacionamento com Wolverine.
- Noturno - Filho biológico de Mística, Kurt também faz parte da força-tarefa.
- Vampira - Filha adotiva de Mística, faz parte da força-tarefa.
- Gambit - Líder de uma gangue de ladrões em Nova Orleans.
- Fera - Cientista nas Indústrias Stark, e "melhor amigo" de Hank Pym.
- Tempestade - Princesa do Quênia, ex-noiva de T'Challa.
- Lince Negra - Professora numa escola de ensino fundamental em Nova York.
- Colossus - Vive com sua família no interior da Rússia.
- Anjo - Dono das indústrias Worthington, uma das maiores organizações filantrópicas para interesses mutantes.
- Sebastian Shaw - Diretor da Shield e líder do programa Sentinela
- Apocalipse - Lidera a África do Norte, cedida por Magneto para que ele não causasse caos no resto do mundo.
- Professor X - Charles Xavier perdeu sua vida durante a guerra humano-mutante defendendo Magneto.

### Quarteto Fantástico
- Senhor Fantástico - Não sobreviveu à radiação cósmica e morreu no espaço.
- Mulher Invisível - Também não sobreviveu à radiação cósmica.
- Tocha Humana - Sobreviveu à radiação cósmica, mas não tem poderes.
- Coisa - Sobreviveu à radiação cósmica, recebeu poderes de Victor Von Doom e se tornou o vilão Criatura, membro do Quarteto Fatal.
- Franklin Richards - Não tem poderes e vive sob os cuidados de Emma Frost-Summers.

### Quarteto Fatal
- Doutor Destino - Líder do Quarteto Fatal, uma equipe de sobre-humana liderada por Doom para combater os super-humanos. Doom é capaz de transformar seu corpo em metal líquido.
- Mulher Invencível - Valéria Von Doom, esposa de Victor, é capaz de criar campos de força e ter controle molecular.
- Tocha Inumana - Kristoff Von Doom, filho adotivo de Victor, Kristoff é capaz tem controle sobre as chamas e voa.
- Criatura - Benjamin Grimm sofreu experimentos de Doom e se tornou o temível Criatura, irracional e age por instinto, Criatura só é controlado por Mulher Invencível.

### Outros Heróis
- Doutor Estranho - Stephen Strange é um psicólogo e não tem poderes.
- Pantera Negra - rei de Wakanda e submisso à Magneto.
- Demolidor - É um advogado comum em Hell's Kitchen, aparentemente não tem poderes.
- Namor - rei de Atlântida e submisso à Magneto.

## Mutantes que continuaram com seus poderes
A lista contém os nomes dos 198 mutantes que mantiveram seus poderes após o Dia M e foram identificados pela UNI, agência que monitora os mutantes comandados por Valerie Cooper.

## Outras versões
A saga foi revisitada em 2015, através de uma minissérie ligada ao crossover Guerras Secretas. A história escrita por Dennis Hopeless tem foco na família real, composta por Magneto, Wanda e Pietro.
A edição What if? Spider-Man: House of M, escrita por Sean McKeever e Frank Tieri, revisita a vida do Homem-Aranha durante a realidade alternativa criada pela Feiticeira Escarlate e apresenta duas possibilidades para Gwen Stacy, o primeiro amor de Peter Parker.
Em What If? Gwen Stacy Survived the House of M, escrita por McKeever e desenhada por Dave Ross, é mostrado Gwen Stacy de volta à vida após os eventos da saga. Já a história de Tieri, com arte de Brian Haberlin, retrata a possibilidade de Gwen Stacy, e Richie Parker, seu filho com Peter, terem migrado para a linha do tempo regular pós-Dinastia M.